# William Compton (4e marquis de Northampton)
Pour les articles homonymes, voir William Compton.
William Compton, 4e marquis de Northampton, (20 août 1818 - 11 septembre 1897), est un pair britannique et un commandant de la marine.

## Biographie
Il est né à York Place, Marylebone, deuxième fils de Spencer Compton (2e marquis de Northampton) et de son épouse Margaret Douglas-Maclean-Clephane.
Il entre dans la Royal Navy en 1831 et sert pendant la Première guerre de l'opium avec la Chine (1839–1842). Il est ensuite promu contre-amiral en 1869, et amiral en 1880, puis mis à la retraite.
En 1877, il succède à son frère aîné comme marquis et entre à la Chambre des lords. Le 9 juillet 1885, il est fait chevalier de la jarretière. Il prend en licence royale en 1851 le surnom supplémentaire de Maclean et en 1878 en succédant aux titres de Douglas.

## Famille
Lord Northampton épouse Eliza Harriet, fille de l'amiral George Elliot (amiral) (en), le 21 août 1844 à Naples, en Italie. À la suite de son mariage, Eliza Elliot est titrée marquise de Northampton le 3 mars 1877. Ensemble, ils ont cinq filles et trois fils. Elle est décédée à l'âge de 72 ans le 4 décembre 1877 à Florence, en Italie.
1. Katrine Cecilia Compton (1845 - 23 mars 1913), épouse de Francis Cowper (7e comte Cowper)
2. Margaret Georgiana Compton (1847 - 15 novembre 1931)
3. Charles John Spencer Compton, comte Compton (13 juillet 1849 - 5 septembre 1887)
4. William Compton (5e marquis de Northampton) (23 avril 1851 - 15 juin 1913)
5. Alice Elizabeth Compton (1854 -17 juin 1862)
6. Alwyne Frederick Compton (5 juin 1855 - 16 décembre 1911)
7. Mabel Violet Isabel Compton (1862 -16 août 1961)
8. Douglas James Cecil Compton (15 novembre 1865 - 23 juillet 1944)

le comte Compton, leur fils aîné, Charles John Spencer Compton, est décédé en 1887, sans héritiers. Lord Northampton survit à sa femme vingt ans et est décédé le 11 septembre 1897, âgé de 78 ans. Juste avant sa mort, Compton achète une maison de campagne dans le village de Tysoe dans le Warwickshire. Son deuxième fils William lui succède dans ses titres.